# Dichlorométhane (maladie professionnelle)
une intoxication au dichlorométhane est reconnue comme maladie professionnelle en France sous certaines conditions.
Cet article relève du domaine de la législation sur la protection sociale et a un caractère davantage  juridique que médical.

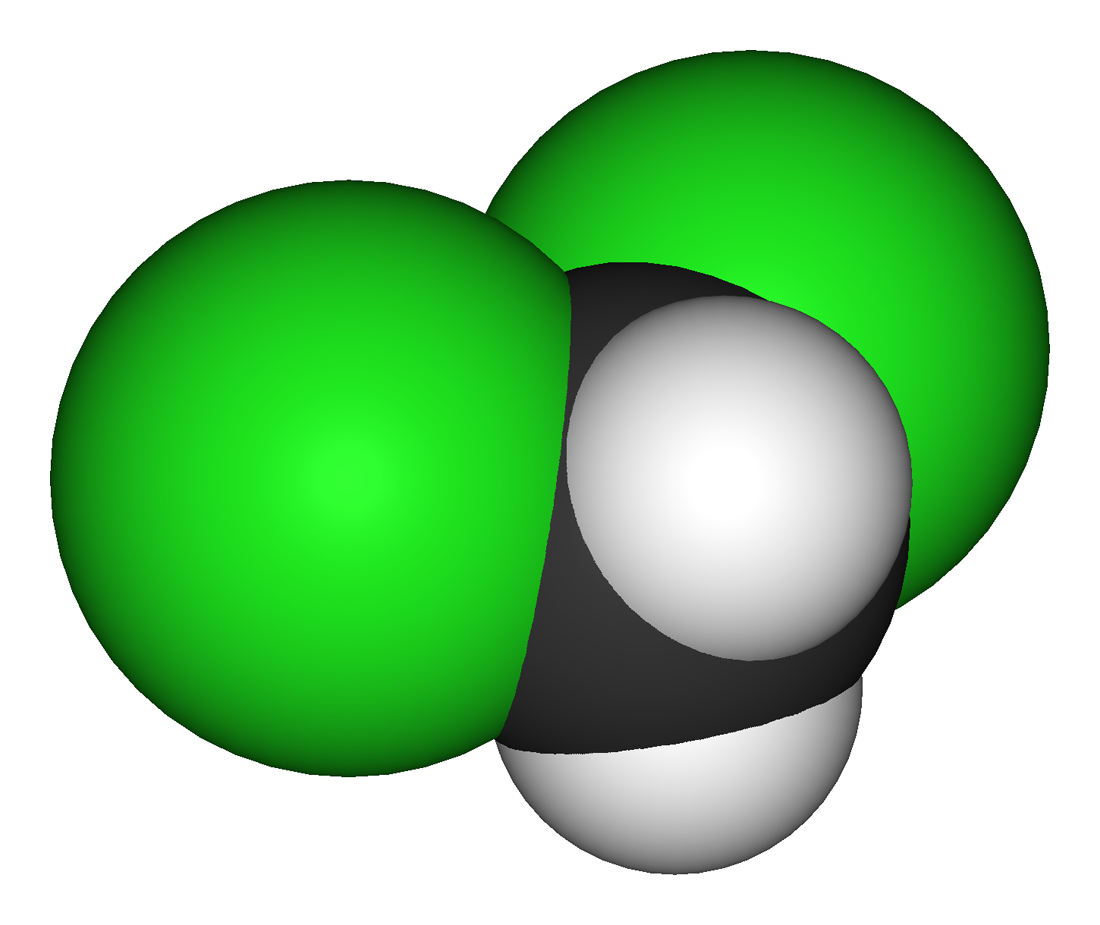
Molécule de dichlorométhane

## Législation enFrance

### Régime général
| Fiche Maladie Professionnelle | Fiche Maladie Professionnelle | Fiche Maladie Professionnelle |
| Ce tableau définit les critères à prendre en compte pour qu'une intoxication par le dichlorométhane ou d'autres dérivés halogénés des hydrocarbures aliphatiques soit prise en charge au titre de la maladie professionnelle | Ce tableau définit les critères à prendre en compte pour qu'une intoxication par le dichlorométhane ou d'autres dérivés halogénés des hydrocarbures aliphatiques soit prise en charge au titre de la maladie professionnelle | Ce tableau définit les critères à prendre en compte pour qu'une intoxication par le dichlorométhane ou d'autres dérivés halogénés des hydrocarbures aliphatiques soit prise en charge au titre de la maladie professionnelle |
| Régime Général. Date de création : 9 décembre 1938 | Régime Général. Date de création : 9 décembre 1938 | Régime Général. Date de création : 9 décembre 1938 |
| Tableau N° 12 RG | Tableau N° 12 RG | Tableau N° 12 RG |
| L'ancien tableau 12 est remplacé par le suivant : Affections professionnelles provoquées par les dérivés halogénés suivants des hydrocarbures aliphatiques : dichlorométhane (chlorure de méthylène), trichlorométhane (chloroforme), tribromométhane (bromoforme), dichloro-1-2-éthane, dibromo-1-2-éthane, trichloro-1-1-1-éthane (méthylchloroforme), dichloro-1-1-éthylène (dichloréthylène asymétrique), 1-2-dichloroéthylène (dichloroéthylène symétrique), trichloréthylène, tétra-chloréthylène (perchloroéthylène), dichloro-1-2-propane, chloropropylène(chlorure d'allyle), chloro-2-butadiène-1-3 (chloroprène) | L'ancien tableau 12 est remplacé par le suivant : Affections professionnelles provoquées par les dérivés halogénés suivants des hydrocarbures aliphatiques : dichlorométhane (chlorure de méthylène), trichlorométhane (chloroforme), tribromométhane (bromoforme), dichloro-1-2-éthane, dibromo-1-2-éthane, trichloro-1-1-1-éthane (méthylchloroforme), dichloro-1-1-éthylène (dichloréthylène asymétrique), 1-2-dichloroéthylène (dichloroéthylène symétrique), trichloréthylène, tétra-chloréthylène (perchloroéthylène), dichloro-1-2-propane, chloropropylène(chlorure d'allyle), chloro-2-butadiène-1-3 (chloroprène) | L'ancien tableau 12 est remplacé par le suivant : Affections professionnelles provoquées par les dérivés halogénés suivants des hydrocarbures aliphatiques : dichlorométhane (chlorure de méthylène), trichlorométhane (chloroforme), tribromométhane (bromoforme), dichloro-1-2-éthane, dibromo-1-2-éthane, trichloro-1-1-1-éthane (méthylchloroforme), dichloro-1-1-éthylène (dichloréthylène asymétrique), 1-2-dichloroéthylène (dichloroéthylène symétrique), trichloréthylène, tétra-chloréthylène (perchloroéthylène), dichloro-1-2-propane, chloropropylène(chlorure d'allyle), chloro-2-butadiène-1-3 (chloroprène) |
| --- | --- | --- |
| Désignation des Maladies | Délai de prise en charge | Liste indicative des principaux travaux susceptibles de provoquer ces maladies |
| -A - Troubles neurologiques aigus : | | |
| Syndrome ébrieux pouvant aller jusqu'à des manifestations psychiques délirantes | 7 jours | |
| Syndrome narcotique pouvant aller jusqu'au coma avec ou sans convulsions | 7 jours | Préparation, emploi et manipulation des produits précités (ou des préparations en contenant), notamment comme solvants ou matières premières dans l'industrie chimique, ainsi que dans les travaux ci-après : extraction des substances naturelles, décapage, dégraissage des pièces métalliques, des os, peaux et cuirs, et nettoyage des vêtements et tissus. |
| Névrite optique | 7 jours | |
| Névrite trigéminale | 7 jours | |
| - B - Troubles neurologiques chroniques : Syndrome associant troubles de l'équilibre, de la vigilance, de la mémoire | 90 jours | Préparation et application des peintures et vernis, des dissolutions et enduits de caoutchouc. |
| - C - Troubles cutanéo-muqueux aigus : | | |
| Dermo-épidermite chronique irritative | 7 jours | |
| Conjonctivite aiguë | 7 jours | Fabrication de polymères de synthèse (chloro-2-butadiène-1-3, dichloro-1-1-éthylène asymétrique). |
| -D - Troubles cutanéo-muqueux chroniques | | |
| Dermo-épidermite chronique eczématiforme récidivant en cas de nouvelle exposition au risque | 15 jours | Préparation et emploi du dibromo-1-2-éthane, en particulier dans la préparation des carburants. |
| Conjonctivite chronique | 15 jours | |
| - E - Troubles hépatorénaux : | | |
| Hépatite cytolytique, ictérique ou non, initialement apyrétique | 7 jours | |
| Insuffisance rénale aiguë | 7 jours | |
| - F - Troubles cardio-respiratoires : | | |
| Œdème pulmonaire | 7 jours | |
| Troubles du rythme ventriculaire cardiaque avec possibilité de collapsus cardio-vasculaire | 7 jours | |
| - G - Troubles digestifs : | | |
| Syndrome cholériforme apyrétique | 7 jours | |
| Date de mise à jour : 11 février 2003 | | |

### Régime agricole
| Fiche Maladie Professionnelle | Fiche Maladie Professionnelle | Fiche Maladie Professionnelle |
| Ce tableau définit les critères à prendre en compte pour qu'une intoxication par le dichlorométhane ou d'autres dérivés halogénés des hydrocarbures aliphatiques soit prise en charge au titre de la maladie professionnelle | Ce tableau définit les critères à prendre en compte pour qu'une intoxication par le dichlorométhane ou d'autres dérivés halogénés des hydrocarbures aliphatiques soit prise en charge au titre de la maladie professionnelle | Ce tableau définit les critères à prendre en compte pour qu'une intoxication par le dichlorométhane ou d'autres dérivés halogénés des hydrocarbures aliphatiques soit prise en charge au titre de la maladie professionnelle |
| Régime Agricole. Date de création : 17 juin 1955 | Régime Agricole. Date de création : 17 juin 1955 | Régime Agricole. Date de création : 17 juin 1955 |
| Tableau N° 21 RA | Tableau N° 21 RA | Tableau N° 21 RA |
| AFFECTIONS PROFESSIONNELLES PROVOQUEES PAR LES DERIVES HALOGENES SUIVANTS DES HYDROCARBURES ALIPHATIQUES : dichlorométhane (chlorure de méthylène), trichlorométhane (chloroforme), dibromométhane (bromoforme), dichloro-1-2-éthane, dibromo-1-2-éthane, trichloro-1-1-1-éthane (méthylchloroforme), dichloro-1-1-éthylène asymétrique, [[1-2-dichloro éthylène]] (dichloroéthylène symétrique), trichloréthylène, tétrachloréthylène (perchloroéthylène), dichloro-1-2-propane, chloropropylène (chlorure d'allyle), chloro-2-butadiène-1-3 (chloroprène) | AFFECTIONS PROFESSIONNELLES PROVOQUEES PAR LES DERIVES HALOGENES SUIVANTS DES HYDROCARBURES ALIPHATIQUES : dichlorométhane (chlorure de méthylène), trichlorométhane (chloroforme), dibromométhane (bromoforme), dichloro-1-2-éthane, dibromo-1-2-éthane, trichloro-1-1-1-éthane (méthylchloroforme), dichloro-1-1-éthylène asymétrique, [[1-2-dichloro éthylène]] (dichloroéthylène symétrique), trichloréthylène, tétrachloréthylène (perchloroéthylène), dichloro-1-2-propane, chloropropylène (chlorure d'allyle), chloro-2-butadiène-1-3 (chloroprène) | AFFECTIONS PROFESSIONNELLES PROVOQUEES PAR LES DERIVES HALOGENES SUIVANTS DES HYDROCARBURES ALIPHATIQUES : dichlorométhane (chlorure de méthylène), trichlorométhane (chloroforme), dibromométhane (bromoforme), dichloro-1-2-éthane, dibromo-1-2-éthane, trichloro-1-1-1-éthane (méthylchloroforme), dichloro-1-1-éthylène asymétrique, [[1-2-dichloro éthylène]] (dichloroéthylène symétrique), trichloréthylène, tétrachloréthylène (perchloroéthylène), dichloro-1-2-propane, chloropropylène (chlorure d'allyle), chloro-2-butadiène-1-3 (chloroprène) |
| --- | --- | --- |
| Désignation des Maladies | Délai de prise en charge | Liste indicative des principaux travaux susceptibles de provoquer ces maladies |
| -A - Troubles neurologiques aigus : | | |
| Syndrome ébrieux pouvant aller jusqu'à des manifestations psychiques délirantes | 7 jours | Tous travaux comportant l'utilisation habituelle de ces produits dans les exploitations ou les entreprises agricoles, notamment : |
| Syndrome narcotique pouvant aller jusqu'au coma avec ou sans convulsions | 7 jours | - extraction de substances naturelles ; |
| Névrite optique | 7 jours | - décapage, dégraissage des pièces métalliques, des os, peaux et cuirs, tissus...; |
| Névrite trigéminale | 7 jours | - préparation et application des peintures et vernis, des dissolutions et enduits de caoutchouc ; |
| - B - Troubles neurologiques chroniques : Syndrome associant troubles de l'équilibre, de la vigilance, de la mémoire | 90 jours | - manipulation et emploi de produits à usage phytopharmaceutique comportant ces dérivés comme solvants. |
| - C - Troubles cutanéo-muqueux aigus : | | |
| Dermo-épidermite aiguë irritative,récidivant après nouvelle exposition au risque. | 7 jours | |
| Lésions eczématiformes (cf.tableau 44). | Cf. tableau 44 | |
| Conjonctivite aiguë. | 7 jours | |
| -D - Troubles cutanéo-muqueux chroniques | | |
| Dermo-épidermite chronique irritative, récidivant après nouvelle exposition au risque. | 3 mois | |
| Lésions eczématiformes (cf.tableau 44) | Cf. tableau 44 | |
| Conjonctivite chronique | 3 mois | |
| - E - Troubles hépatorénaux : | | |
| Hépatite cytolytique, ictérique ou non, initialement apyrétique | 7 jours | |
| Insuffisance rénale aiguë | 7 jours | |
| - F - Troubles cardio-respiratoires : | | |
| Œdème pulmonaire | 7 jours | |
| Troubles du rythme ventriculaire cardiaque avec possibilité de collapsus cardio-vasculaire | 7 jours | |
| - G - Troubles digestifs : | | |
| Syndrome cholériforme apyrétique | 7 jours | |
| Date de mise à jour : 15 janvier 1985 | | |

## Dichlorométhane

### Données professionnelles
Son caractère volatil et sa capacité à dissoudre une grande panoplie de composés organiques font du dichlorométhane un solvant idéal pour de nombreux procédés chimiques. On s'en sert principalement comme décapant pour la peinture ou comme dégraissant. Dans l'industrie alimentaire, on s'en sert pour décaféiner le café et pour préparer des extraits de divers arômes tels que le houblon. Comme il est volatil, on s'en sert aussi comme propulseur pour les aérosols et comme agent moussant pour obtenir la mousse de polyuréthane. On s'en sert aussi comme pesticide pour stocker les fraises et les céréales. Comme il n'est pas complètement inoffensif pour la santé, on a toutefois cherché des alternatives à la plupart de ses applications.

### Données médicales
Le dichlorométhane est le moins toxique des chlorohydrocarbones simples mais il n'est quand-même pas sans risques. Le contact prolongé avec la peau peut provoquer des irritations ou des brûlures par dissolution des tissus graisseux.
Le dichlorométhane est classé en France Cancérigène classe 3, c'est-à-dire substance dont on n'a pas d'indice montrant qu'il pourrait être cancérigène chez l'homme, contrairement à une idée reçue. En effet, il est bien cancérigène chez la souris, mais grâce à un mécanisme spécifique à la souris, nécessitant une protéine absente chez l'homme. À ce jour, aucune étude n'a pu montrer un caractère cancérigène effectif chez l'homme.
Dans beaucoup de pays, les produits contenant du dichlorométhane doivent porter une étiquette d'avertissement sur ses dangers pour la santé. Toutefois, on le confond souvent avec l'essence de térébenthine ou le white spirit, qui présente moins de risques notamment pour la peau.

## Perchloréthylène

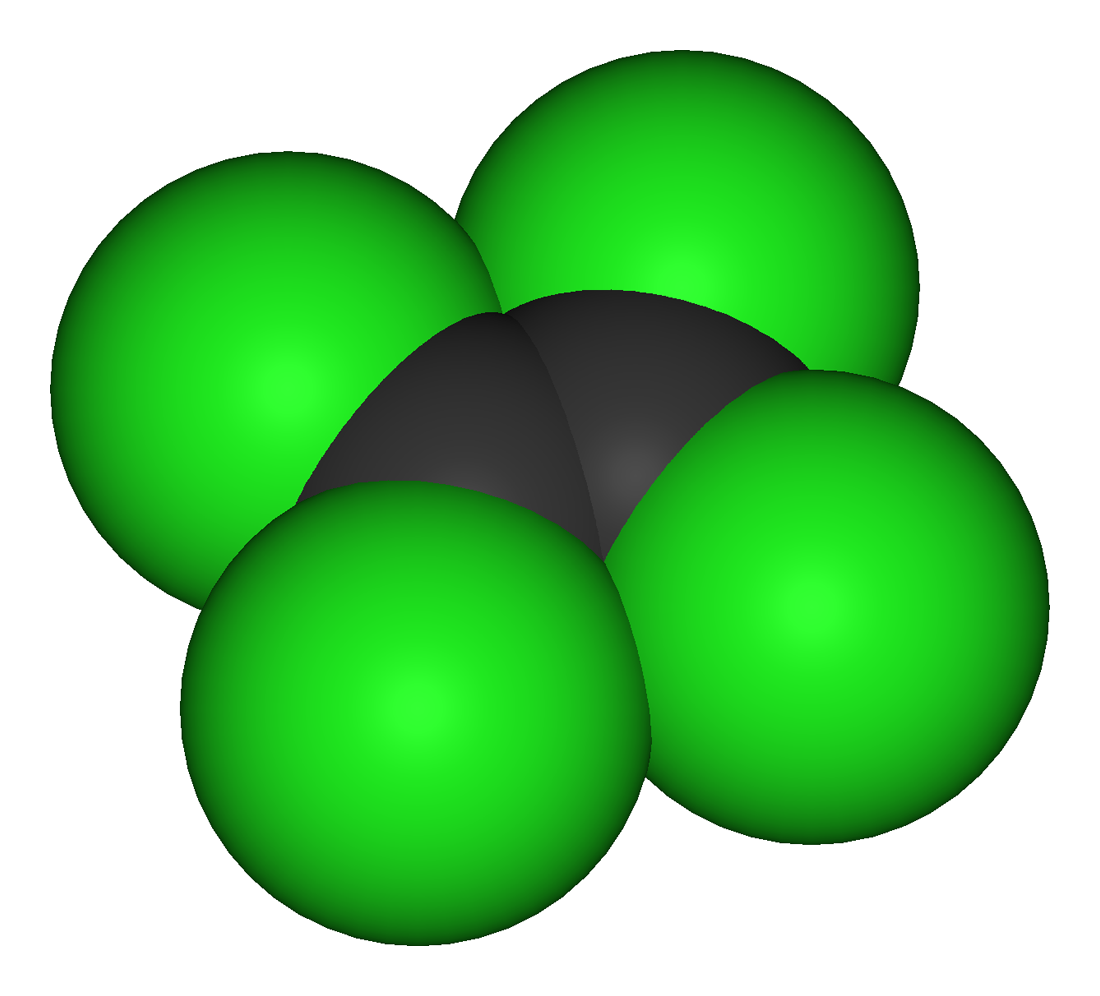
Molécule de perchloroéthylène

### Phrases de risqueetconseils de prudenceselon l'INRS

Xn-Nocif

| Exposé des risques et mesures de sécurité | Exposé des risques et mesures de sécurité                 |
| ----------------------------------------- | --------------------------------------------------------- |
| R: 40                                     | Effet cancérogène suspecté : preuves insuffisantes.       |
| S: 23                                     | Ne pas respirer les vapeurs.                              |
| S24/25                                    | Éviter le contact avec la peau et les yeux.               |
| S36/37                                    | Porter un vêtement de protection et des gants appropriés. |
| 200-838-9                                 | Étiquetage CE.                                            |

## Utilisation

Xn-Nocif

N-Dangereux pour l'environnement

En général, le perchloroéthylène est utilisé comme solvant. La plupart des composés organiques se dissolvent dans le perchloroéthylène. Le perchloroéthylène est le solvant le plus couramment utilisé pour le nettoyage à sec. Il sert aussi à dégraisser les pièces métalliques dans les industries automobile et métallurgique. On le trouve également dans quelques produits de consommation comme des solvants pour la peinture ou pour enlever les taches.
Avant leur interdiction, le perchloroéthylène servait à la fabrication de réfrigérants au fréon.

### Phrases de risqueetconseils de prudenceselon l'INRS
Le perchloroéthylène est absorbé par inhalation, par voie orale et par la peau (quand il est sous forme liquide). Il est toxique pour le système nerveux et le rein. L'exposition au tétrachloroéthylène peut causer une irritation des voies respiratoires et des yeux, des vertiges, nausées, maux de tête et pertes de mémoire, une somnolence et cela peut aller jusqu'à la perte de connaissance et la mort.
| Exposé des risques et mesures de sécurité | Exposé des risques et mesures de sécurité                 |
| ----------------------------------------- | --------------------------------------------------------- |
| S: 2                                      | Conserver hors de la portée des enfants..                 |
| S: 23                                     | Ne pas respirer les vapeurs.                              |
| S 36/37                                   | Porter un vêtement de protection et des gants appropriés. |
|                                           | Etiquetage CE.                                            |

Le perchloroéthylène est probablement cancérigène pour l'homme. Des Pays comme le Danemark ou certains états américains notamment la Californie limitent drastiquement son utilisation.  Celle-ci a mis en place une règlementation stricte qui va jusqu'à l'interdiction totale de son utilisation d'ici 2020.
Lors de l'ouverture du hublot d'une machine de nettoyage à sec, les vapeurs de perchloroéthylène s'échappent de la machine. Les personnes travaillant ou habitant au-dessus d'un pressing sont exposées à ces vapeurs.
Il est recommandé de bien aérer les textiles qui ont été nettoyés à sec. En cas de contact du perchloréthylène avec la peau ou les yeux, rincer à grande eau et consulter un médecin.